# Birger Martin Hall
 (novembre 2020).
Si vous disposez d'ouvrages ou d'articles de référence ou si vous connaissez des sites web de qualité traitant du thème abordé ici, merci de compléter l'article en donnant les références utiles à sa vérifiabilité et en les liant à la section « Notes et références ».
Birger Martin Hall (26 août 1741, à Borås - 10 août 1815, à Västerås), est un médecin, botaniste et numismate suédois. Il est l'un des disciples de Carl von Linné, mais il met la priorité sur la médecine.

## Biographie

### Jeunesse
Hall est né à Borås, fils d'un commerçant et magistrat, qui est également député, Petter Börjesson Hall (1707-1776) et d'Eva Margareta. Eva est une cousine de l'astronome Pehr Wilhelm Wargentin. Avec son frère aîné Peter Adolf, Hall étudie la médecine et l'histoire naturelle entre 1753 et 1755 à la faculté de médecine de l'université d'Uppsala, où Carl von Linné enseigne. Dans les années suivantes, de 1755 à 1759, il poursuit ses études de médecine à l'étranger, sous la direction du maître Lars Brisman, notamment à Greifswald (Poméranie suédoise), à Berlin et à Hambourg. Il retourne ensuite à Uppsala.
En juin 1762, il soutient sa thèse de botanique Nectaria Florum avec Carl von Linné. Le sujet est la présence des glandes mellifères des fleurs, les espèces existantes et leur fonctionnement. C'est le premier rapport détaillé sur le sujet et il donne des exemples de fleurs avec différents types de glandes mellifères ou Nektaria. Carl von Linné publie en 1763 l'essai dans le volume VI de Amoenitates Academicae ("amusements académiques"). En 1778, Birger Martin Hall donne sa propre traduction suédoise de ce travail de pionnier. Carl Peter Thunberg, disciple de Linné et camarade d'études, donne le nom de Hall à une espèce fleurie et fructifiante. Le genre appartient à la famille des légumineuses et porte le nom de Hallia. Vingt-cinq espèces sont décrites.

### Carrière médicale
Hall commence comme chirurgien à l'hôpital Nosoconium academicum, actuellement à l'hôpital universitaire d'Uppsala, en 1764. Après quelques années, il passe son examen de chirurgie sous la supervision des inspecteurs du Collegium Medicum. En 1768, à l'âge de 27 ans, il est nommé médecin, à un âge exceptionnellement jeune à l'époque, et exerce ensuite comme médecin à Stockholm. En 1773, il devient médecin de district à Västerås, poste qu'il occupe pendant 20 ans. À l'âge de 52 ans, en 1793, il démissionne et se retire pour cause de maladie.

### Famille
Le 13 mars 1777, il épouse à Västerås Anna Engel Schenström (1748-1801), fille d'un marchand. Ils ont trois filles et un fils ensemble. Leur fils, le général Birger Hall, est fait chevalier von Hall. 

### Mort
À sa mort, le legs du Dr Hall comprend une collection de manuscrits qui décrivent systématiquement les champignons avec des dessins d'accompagnement. Il est un grand collectionneur et possède une vaste bibliothèque de médecine et de sciences, une importante collection d'insectes et un très grand herbier. Il fait don de 770 plantes au lycée de Västerås, dont la plupart ont été recueillies dans le cadre de l'exposition de l'Académie royale des sciences. Le Cabinet royal des monnaies contient également quelques anciennes listes manuscrites de 51 et 80 pages, qui recouvrent une remarquable collection de pièces, de billets et de médailles dont il était propriétaire. On dit qu'il était un fervent acheteur de pièces médiévales suédoises provenant de dépôts de terre. Il possédait également un certain nombre de billets de banque rares, dont un de 50 daler sm (pièce d'argent) de la Stockholm Banco datant de 1666.